# 卢埃林大帝
卢埃林大帝（英語：Llywelyn the Great；1172年—1240年4月11日），本名卢埃林·阿頗·约韋斯（Llywelyn ap Iorwerth），是威尔士西北部圭内斯王国亲王，主导威尔士地区四十余年。公元1216年，他征得宗主国英格兰的国王亨利三世允许，把威尔士地区的各王国统合为威爾斯親王國并由他进行管理。
盧埃林是約韋斯·德溫登（Iorwerth Drwyndwn）之子、歐文·圭內斯的孫子，在叔父達費德·歐文·圭內斯死後登上王位。1205年他與英格蘭國王約翰的私生女瓊安結婚，但不久後盧埃林與約翰的關係惡化，約翰在1211年入侵威爾斯，最終失敗。盧埃林統治的中後期與第二代彭布羅克伯爵威廉·馬歇爾以及休伯特·德·布爾發生衝突。盧埃林於1240年去世，他的兒子達費德·阿頗·盧埃林繼承王位。